# Claudia Roth
Claudia Benedikta Roth (Ulma, 15 maggio 1955) è una politica tedesca.
Roth è esponente del partito Alleanza 90/I Verdi, di cui è stata co-presidente dal 2001 al 2002 e ancora dal 2004 al 2013.
Ha ricoperto la carica di Vicepresidente del Bundestag dal 2013 al 2021. Dal dicembre 2021 è Ministro di Stato per la Cultura e i Media del governo Scholz.

## Biografia

### Europarlamentare
Nel luglio 1989 è stata eletta per la prima volta al Parlamento europeo, dove è stata europarlamentare fino al 1998. Dal 1994 ha ricoperto l'incarico di presidente del Gruppo Verde. Al Parlamento europeo è stata membro della commissione per le libertà civili, la giustizia e gli affari interni, della commissione per gli affari esteri e di commissioni straordinarie. Ha ricoperto l'incarico di vicepresidente della commissione UE-Turchia. Nel 1994 il Parlamento ha approvato la Relazione Roth sulla parità di diritti per gli omosessuali. Parimenti, Roth focalizzò la propria attività politica sui diritti della minoranza curda in Turchia e sull'avvicinamento e l'adesione della Turchia all'Unione europea.

### Deputata al Bundestag
Nel 1998 è stata eletta al Bundestag, dove ha assunto l'incarico di presidente della commissione per i diritti umani e gli aiuti umanitari. Il 9 marzo 2001 è stata eletta per la prima volta co-presidente di Alleanza 90/I Verdi, carica che ha ricoperto assieme a Fritz Kuhn.
Dal marzo 2003 all'ottobre 2004 è stata Incaricata del Governo federale per le politiche dei diritti umani e gli aiuti umanitari del governo Schröder II.
Nell'ottobre 2004 è stata nuovamente eletta co-presidente del partito assieme a Reinhard Bütikofer. Nel dicembre 2006 fu riconfermata co-presidente accanto a Cem Özdemir. A seguito del risultato elettorale deludente dei Verdi alle elezioni federali del 2013 l'ufficio di presidenza si dimise e Roth non si ricandidò.
Il 22 ottobre 2013 è stata eletta Vicepresidente del Bundestag, carica che ha ricoperto fino al dicembre 2021, quando fu nominata Ministro di Stato per la Cultura e i Media del governo Scholz.

## Posizioni politiche
L'attività politica di Claudia Roth si focalizza sul multiculturalismo, la tutela delle minoranze e l'integrazione europea. Noto è il suo attivismo a sostegno delle persone LGBT in Germania e in Europa.
Claudia Roth è considerata una delle personalità più polarizzanti della politica tedesca; è considerata una politica "emotiva" e altresì una fedelissima del proprio partito, vicina alle istanze "ribelli" dei primi Verdi.